# Michał Hakiel
Michał Hakiel (ur. 29 września 1894 w Lublinie, zm. wiosną 1940 w Katyniu) – kapitan administracji (piechoty) Wojska Polskiego, kawaler Krzyża Niepodległości z Mieczami, ofiara zbrodni katyńskiej.

## Życiorys
Syn Sylwestra Szczepana i Marii z Malinowskich. Był młodszym bratem Antoniego, ps. „Orzeł” (1891–1948), działacza socjalistycznego i niepodległościowego, odznaczonego Krzyżem Niepodległości.
Po ukończeniu szkoły elementarnej podjął naukę w lubelskiej Szkole Męskiej („Szkoła Lubelska"), gdzie w 1912 r. wstąpił do tajnej drużyny skautowej, noszącej później miano II Lubelskiej Drużyny Harcerskiej im. Zawiszy Czarnego. Od marca do sierpnia 1914 działał w Związku Strzeleckim. Od sierpnia 1914 do czerwca 1915 służył w Lotnym Oddziale POW Okręgu Lubelskiego i Radomskiego. W sierpniu 1915 r. zaciągnął się do I Brygady Legionów Polskich i do października 1916 r. walczył na froncie rosyjskim. Po wycofaniu I Brygady z frontu znalazł się w obozie szkolnym w Łomży, gdzie ukończył Szkołę Oficerską Piechoty. Po kryzysie przysięgowym w lipcu 1917 r. został internowany i przebywał najpierw w obozie w Łomży, a następnie w Szczypiornie. W kwietniu 1918 r. powrócił do Lublina i od 20 marca 1918 do 1 października 1918 działał w POW Okręgu Kieleckiego, następnie wstąpił do Wojska Polskiego. W 1919, służąc w wojsku, zdał egzamin maturalny w Gimnazjum im. Stanisława Staszica. Wcielony do 15 pułku piechoty i skierowany na front. Walczył pod Pułtuskiem, następnie wraz z pułkiem brał udział w walkach z Armią Konną Budionnego. Brał udział w bitwach pod Stepankowicami i Moniatyczami.
Po zakończeniu działań wojennych, pozostał w wojsku w 15 pp i podjął studia na Wydziale Prawa i Nauk Społeczno-Ekonomicznych Uniwersytetu Lubelskiego (późniejszy KUL) (w latach 1921–1923, 1925–1926). 1 sierpnia 1921 awansował do stopnia porucznika (starszeństwo z dniem 1 lipca 1919 i 864 lokata w korpusie oficerów piechoty) i został przeniesiony do 8 pułku piechoty Legionów. 1 sierpnia 1925 objął dowództwo 9 kompanii 8 pp Leg. 3 maja 1926 roku został mianowany kapitanem ze starszeństwem z 1 lipca 1925 roku i 64. lokatą w korpusie oficerów piechoty. Od 1928 będąc oficerem nadetatowym 8 pp służył w Komendzie Garnizonu i Miasta Lublina, został adiutantem i referentem wydziału dyscyplinarno-karnego. W 1928 roku ponownie w macierzystym pułku. Po 5 czerwca 1935 został przeniesiony do korpusu oficerów administracji, grupa administracyjna. W marcu 1939 był kierownikiem referatu saperów w Samodzielnym Referacie Ogólnym Sztabu Dowództwa Korpusu Nr II w Lublinie.
14 września 1939 r. ewakuował się z Komendą Garnizonu i Miasta na wschód, gdzie 18 września dostał się w Łucku do niewoli radzieckiej. Został osadzony w Kozielsku. 29 listopada 1939 rodzina otrzymała list z Kozielska. Między 11 a 12 kwietnia 1940 przekazany do dyspozycji naczelnika smoleńskiego obwodu NKWD – lista wywózkowa  025/1, pozycja 11, nr akt 2068 z 09.04.1940. Został zamordowany między 13 a 14.04.1940 przez NKWD w lesie katyńskim. Zidentyfikowany podczas ekshumacji prowadzonej przez Niemców w 1943, zapis w dzienniku ekshumacji pod datą 30.04.1943. Przy szczątkach znaleziono książeczkę wojskową, certyfikat nadania odznaczenia, list, pismo firmowe w sprawach handlowych. Figuruje na liście AM-185-737 i liście Komisji Technicznej PCK pod numerem 0737. Pogrzebany w  pierwszej mogile bratniej. Nazwisko Hakiela znajduje się na liście ofiar (pod nr 0737) opublikowanej w Gońcu Krakowskim nr 107 i w Nowym Kurierze Warszawskim nr 111 z 1943. Krewni do 1950 poszukiwali informacji przez Biuro Informacji i Badań Polskiego Czerwonego Krzyża w Warszawie.
Był żonaty z Marianną z Pułaskich, miał córkę Marię i syna Michała.
5 października 2007 minister obrony narodowej Aleksander Szczygło mianował go pośmiertnie na stopień majora. Awans został ogłoszony 9 listopada 2007, w Warszawie, w trakcie uroczystości „Katyń Pamiętamy – Uczcijmy Pamięć Bohaterów”.

## Ordery i odznaczenia
- Krzyż Niepodległości z Mieczami – 27 czerwca 1938 „za pracę w dziele odzyskania niepodległości”[14], zamiast uprzednio nadanego Krzyża Niepodległości[15][16][17]
- Krzyż Walecznych (dwukrotnie)[5][18]
- Złoty Krzyż Zasługi (18 lutego 1939)[19]
- Srebrny Krzyż Zasługi (10 listopada 1928)[20][21]
- Medal Pamiątkowy za Wojnę 1918–1921[18]
- Medal Dziesięciolecia Odzyskanej Niepodległości[18]
- Brązowy Medal za Długoletnią Służbę
- Krzyż Kampanii Wrześniowej – pośmiertnie 1 stycznia 1986[22]
- Odznaka pamiątkowa Polskiej Organizacji Wojskowej
- Odznaka Pamiątkowa Więźniów Ideowych
- Odznaka pamiątkowa 8 pułku piechoty Legionów[18]
- Odznaka pamiątkowa 15 pułku piechoty